# 1899
1899 (MDCCCXCIX) fou un any començat en diumenge.

## Esdeveniments
Països catalans
- 1 de gener, primer número de La Veu de Catalunya, diari en català que es publicà a Barcelona fins al 1937, amb dues edicions diàries.[1]
- 14 de març, Barcelona: Bartomeu Robert i Yarzábal, més conegut com a Dr. Robert, és escollit batlle de la ciutat.
- 25 de maig, Barcelona: Últim número de Quatre gats, setmanari artístic i literari que havien creat Pere Romeu, Ramon Casas i Miquel Utrillo.[2]
- 3 de juny, Barcelona: S'edita el primer número de la revista artística Pèl & Ploma, impulsada per Ramon Casas i Miquel Utrillo.[3]
- 5 de juliol, cinquena Festa Modernista a Sitges, amb l'estrena de Lladres!, d'Iglésias, i La reina del cor, de Morera. S'hi representà L'alegria que passa, de Rusiñol, amb música de Morera.[4]
- 20 d'octubre, Barcelona: Bartomeu Robert i Yarzábal, encapçala, com a batlle de la ciutat, una protesta dels botiguers contra la llei del Gabinet de Silvela i del seu ministre d'Hisenda, Raimundo Fernández Villaverde, que es va anomenar el Tancament de Caixes.
- 29 de novembre, Barcelona: al gimnàs Solé, un grup d'esportistes encapçalats per Joan Gamper funden el Futbol Club Barcelona.
- 3 de desembre, Barcelona: un grup d'estudiants funda la Institució Catalana d'Història Natural, més tard filial de l'Institut d'Estudis Catalans.
- 17 de desembre, a Barcelona és fundat el Català FC.

Resta del món
- 1 de gener: En virtut del Tractat de París (1898) finalitza la sobirania espanyola en Cuba.
- 1 de gener: Queens i Staten Island s'uneixen a Nova York.
- 17 de gener: Estats Units pren possessió de l'illa Wake.
- 4 de febrer: combats en Manila durant la guerra filipino-estatunidenca.
- 11 d'octubre, Sud-àfrica: comença la guerra dels Bòers.
- 16 de desembre, Alemanya adquireix les illes Carolines, Mariannes i Palau després de comprar-les a Espanya.
- 16 de desembre, Milà: Alfred Edwards funda l'equip de futbol Milan Cricket and Football Club, actual AC Milan.
- Es filma la pel·lícula The Kiss in the Tunnel
- Maó: Jaume Alzina i Caules, demògraf i economista.

## Naixements
Països Catalans
- 1 de gener, Sabadell, Vallès: Antoni Estruch i Serrabogunyà, futbolista català dels anys 1920 (m. 1950).
- 5 de febrer, Terrassa, Vallès: Joaquim Ventalló i Vergés, periodista, polític, traductor, poeta i publicista català.
- 19 de febrer, Cervelló: Josep Tarradellas i Joan, 125è president de la Generalitat de Catalunya.
- 21 de març, Sabadell: Francesc Baygual i Bas, industrial tèxtil català.
- 23 de març, Manlleu: Josep Viladomat i Massanas.
- 15 d'abril, Llançà: Justa Balló i Salvà, bibliotecària que treballà a la Xarxa de Biblioteques Populars (m. 1993).[5]
- 5 de maig, 
  - Sabadell: Francesc Trabal, periodista i escriptor (m. 1957).[6]
  - Barcelona: Cèlia Suñol i Pla, escriptora catalana (m. 1986).[7]
- 12 de juny, Berlín: Anni Albers, dissenyadora tèxtil, teixidora, pintora alemanya, professora de l'Escola de la Bauhaus (m.1994).[8]
- 19 de juny, Barcelona: Maria Carratalà i Van den Wouver, pianista i compositora, pedagoga i crítica musical catalana (m.1984).[9]
- 25 de juliol, Barcelona: Elàdia Faraudo: pionera de l'assistència social i política exiliada.[10]
- 29 de juliol, Barcelona: Rosario Pi Brujas, directora, guionista, productora, pionera de la cinematografia catalana i espanyola (m. 1967).[11]
- 16 de setembre, Vinaròs (el Baix Maestrat: Leopold Querol i Roso, pianista valencià.
- 20 de novembre - Teià: Pau Civil i Costa, tenor català (m. 1987).
- 21 de novembre, l'Hospitalet de Llobregat: Maria Miret i Furné, vidriera artística i soprano.[12]
- 29 de novembre, Sabadell: Joan Oliver i Sallarès, Pere Quart, escriptor en català (m. 1986).
- 2 de desembre, Los Cayos, Haití: Bella Dutton, tennista instal·lada a Barcelona, pionera del tennis femení català (m. 1982).[13]
- 3 de desembre, Barcelona: Noel Clarasó i Serrat, escriptor català.
- Barcelona: Josep Maria Lamaña i Coll, musicòleg i enginyer industrial barceloní.

Resta del món
- 4 de gener, Kreuztalː Alma Siedhoff-Buscher, dissenyadora alemanya de la Bauhaus.[14]
- 7 de gener: París, França: Francis Poulenc, compositor francès (m. 1963).[15]
- 17 de gener: Brooklyn Nova York: Al Capone, gàngster nord-americà.
- 25 de gener: Paul-Henri Spaak, polític belga.
- 30 de gener: Max Theiler, viròleg sud-africà, Premi Nobel.
- 10 de febrer: Cevdet Sunay, president de Turquia.
- 13 de març: John Hasbrouck van Vleck, físic americà, Premi Nobel de Física de l'any 1977 (m. 1980)[16]
- 15 de febrer, Lodeva, Erau (França): Georges Auric, compositor francès (m. 1983).[17]
- 23 de març, Blato, Eslovènia: Louis Adamic, escriptor i traductor eslovè establert als EUA.
- 27 de març, Chicago, EUA: Gloria Swanson, actriu estatunidenca (m. 1983).[18]
- 28 de març: Merkheuli, districte de Sukhum (Imperi Rus): Lavrenti Béria, polític soviètic (m. 1953)[19]
- 29 de març, Columbus, Ohio, Estats Units: Warner Baxter, actor estatunidenc.(m. 1951)[20]
- 22 d'abril, Sant Petersburg, Imperi Rus: Vladímir Nabókov, escriptor russo-americà (m. 1977).[21]
- 23 d'abril, Klippan, Suècia: Bertil Ohlin, economista guardonat amb el Premi Nobel d'Economia el 1977 (m. 1979)
- 26 d'abril, Tessalònica, Grècia: Juana Mordó, marxant d'art (m. 1984).[22]
- 29 d'abril: Duke Ellington, compositor, director d'orquestra i pianista americà (m. 1974).[23]
- 8 de maig, Viena, Imperi Austrohongarès: Friedrich Hayek, economista guardonat amb el Premi Nobel d'Economia el 1974 (m. 1992).[24]
- 9 de maig: Eddie Pollack, músic de jazz.
- 14 de maig, Krefeld: Charlotte Auerbach, genetista alemanya jueva.[25][26]
- 17 de maig, 
  - Madrid: Carmen de Icaza, novel·lista espanyola del 1935 al 1960 (m. 1979).[27]
  - Ermont, Françaː Anita Conti, oceanògrafa i fotògrafa francesa (m. 1997).[28]
- 24 de maig, Compiègne, Picardia, França: Suzanne Lenglen, tennista francesa considerada una de les millors tennistes de tots els temps.[29]
- 31 de maig, Kinsley, Kansas, EEUU: Madge Blake, actriu estatunidenca, coneguda pel seu paper de tieta Harriet a la sèrie Batman.[30]
- 2 de juny, Berlín: Lotte Reiniger, pionera directora de cinema d'animació alemanya.[31]
- 3 de juny, Budapest, Imperi austrohongarès: Georg von Békésy, biofísic hongarès, Premi Nobel de Medicina o Fisiologia 1961 (m. 1972).[32]
- 7 de juny, Dublín: Elisabeth Bowen, escriptora irlandesa en llengua anglesa (m. 1973).[33]
- 10 de juny, Leipzig: Anita Berberː ballarina i escriptora alemanya, pintada per Otto Dix.[34]
- 11 de juny, Osaka, Japó: Yasunari Kawabata, escriptor japonès, Premi Nobel de Literatura de l'any 1968 (m. 1972).
- 12 de juny:
- Königsberg, Prússia: Fritz Albert Lipmann, metge, químic i bioquímic, Premi Nobel de Medicina o Fisiologia de 1953 (m. 1986).[35]
- Zloczew, Imperi Austrohongarès: Weegee, pseudònim d'Arthur (Usher) Felling, fotògraf estatunidenc (m. 1968)[36]
- 13 de juny, Ciutat de Mèxic, Mèxic: Carlos Chávez, compositor mexicà (m. 1978).[37]
- 21 de juny, Brno, Moràvia: Pavel Haas, compositor txec, mort durant l'Holocaust (m. 1944).[17]
- 30 de juny, Hillsboro, Texas: Madge Bellamy, actriu estatunidenca del cinema mut.[38]
- 5 de juliol, Varennes-sur-Amance, Alt Marne (França): Marcel Arland, novel·lista, assagista, crític literari i guionista francès (m. 1986).[39]
- 10 de juliol, Marchienne-au-Pont, Hainaut, Bèlgica: André Souris, compositor i director d'orquestra belga (m. 1970).[40]
- 15 de juliol, Dublín (Irlanda): Seán Lemass, polític irlandès del Fianna Fáil i Taoiseach (Primer Ministre) de la República d'Irlanda del 1959 al 1966 (m. 1971).[19]
- 21 de juliol, Oak Park (Illinois), Estats Units: Ernest Hemingway, escriptor estatunidenc, Premi Nobel de Literatura de 1954.[41]
- 24 de juliol, Vincennes, Indiana: Alice Terry, directora i actriu de cinema mut (m. 1987).[42]
- 9 d'agost, Maryborough, Queensland: Pamela Lyndon Travers, escriptora, actriu i periodista australiana, creadora de Mary Poppins.[43]
- 21 d'agost, Sant Vitoret, Boques del Roine: Odette Jasse, astrònoma francesa, administradora a l'Observatori de Marsella.[44]
- 3 de setembre, Traralgon,(Austràlia): Frank Macfarlane Burnet, viròleg i biòleg australià, Premi Nobel de Medicina o Fisiologia de l'any 1960 (m. 1985).[45]
- 20 de setembre,
  - Kirchhain, Hessen-Nassau, Prússia: Leo Strauss, filòsof i politòleg estatunidenc d'origen jueu (m. 1973).[46]
  - Constantinoble (Imperi Otomà): Louise-Noëlle Malclès, bibliògrafa i documentalista francesa (m. 1977).[47]
- 8 d'octubre, Odessa, Imperi Rus: Yaakov Dori, primer cap de l'Estat Major de les Forces de Defensa d'Israel el 1948 (m. 1973).
- 19 d'octubre, Ciutat de Guatemala (Guatemala): Miguel Ángel Asturias Rosales, escriptor i diplomàtic guatemaltenc, Premi Nobel de Literatura de l'any 1967 (m. 1974).
- 13 de novembre: Huang Xianfan, historiador i antropòleg xinès.
- 13 de novembre, La Rochelle: René Dorin, escriptor
- 15 de novembre, Vigoː Urania Mella Serrano, política galega, precursora de l'associacionisme femení (m. 1945).[48]
- 18 de novembre, Budapest, Hongria: Eugene Ormandy, director d'orquestra hongarès.
- 29 de novembre, Civiasco: Emma Morano, supercentenària italiana que visqué 117 anys i 137 dies (m. 2017).[49]
- 5 de desembre, Almeria: Jimena Quirós, primera oceanògrafa espanyola.(m. 1983).[50]
- 11 de desembre, Buenos Aires, Argentina: Julio de Caro, director d'orquestra i arranjador musical argentí.
- 12 de desembre, Madrid: Victorina Durán, escenògrafa i figurinista espanyola, pintora.[51]
- 16 de desembre, Teddigton, Regne Unit: Noël Coward, dramaturg, actor i guionista britànic.
- 25 de desembre, Nova York (els EUA: Humphrey Bogart, actor nord-americà.

## Necrològiques
Països Catalans
- 7 d'abril, Barcelona: Joaquim Rubió i Ors, escriptor català i president de l'Acadèmia de Bones Lletres de Barcelona, conegut també pel seu pseudònim lo Gayter del Llobregat.[52]
- 18 de novembre, Barcelona: Pilar Pascual de Sanjuán, mestra, feminista i escriptora catalana (n. 1827).[53]
- Sogorb, Alt Palància: Francesc d'Assís Aguilar i Serrat, clergue i naturalista (n. 1826).
- Ramon Alorda Pérez, pintor realista especialitzat en aquarel·la i en pintura sobre ceràmica.[54]

Resta del món
- 16 de febrer, París (França): Félix Faure, President de la República Francesa (n. 1841).

- 2 de març, Berlín: Marie Louise Dustmann-Meyer, soprano alemanya.
- 13 d'abril, París: Felipe Arroyo Roxas, pintor (n. 1840).
- 20 de maig, Ginebra, Suïssaː Carlotta Grisi, ballarina italiana (n. 1819).[55]
- 25 de maig,
  - San Pedro del Pinatar, Múrcia: Emilio Castelar, polític espanyol, President de la I República Espanyola (1873 - 1874) (67 anys).[56]
  - Thomery (By), França: Rosa Bonheur, artista francesa, animalière (pintora d'animals) i escultora.[57]

- 2 de setembre, Louveciennes: Lydie Lemercier de Nerville: salonnière francesa.[58]
- 1 de desembre, Opatija, Croàcia: Anna von Helmholtz, salonnière i escriptora alemanya.[59]